# У світі математики (журнал)
Журнал "У світі математики" був заснований у 1995 році як продовження серії збірників науково-популярних статей "У світі математики", яка виходила з 1968 по 1991 рік. З 1995 по 2016 рік журнал виходив чотири рази на рік. У даний час журнал виходить двічі на рік. Електронна версія журналу виходить з листопада 2017 року.
З 2017 року засновником та видавцем журналу є Київський національний університет імені Тараса Шевченка.
Журнал «У світі математики» – єдине українське науково-популярне видання з математики, яке містить науково-популярні, наукові та методичні математичні статті. Покликаний відкривати математичні здібності, усебічно розвивати особистість читача, задовольняти спрагу до математичних знань, привертати увагу до математики як професії. 
У журналі містяться результати нових досліджень у різних галузях математики, та методики навчання математики для наукових працівників, викладачів, аспірантів, студентів. Адресований у насамперед школярам, водночас буде цікавим студентам, учителям, методистам, викладач, аспірантам і всім, хто не байдужий до математики. 
Друкується за рекомендацією вченої ради механіко-математичного факультету Київського національного університету імені Тараса Шевченка.

Основними завданнями журналу редакційна колегія вважає публікацію статей, що містять оригінальний авторський підхід щодо розв’язання сучасних актуальних проблем математики та математичної освіти, розвиток пізнавального інтересу читачів, стимулювання здатності до генерування нових ідей, ініціативності та креативного підходу до розв’язання задач, розвиток математичної компетентності у професійній діяльності та сприяння популяризації застосування математичної методології до розбудови інноваційних підходів до створення та розвитку індивідуальних освітніх траєкторій як учнівської молоді, так і професіоналів-практиків, їх спроможності до виконання дослідницької роботи з елементами наукової новизни, творчого самовираження тощо. Журнал розрахований на широку читацьку аудиторію – від школярів і студентів математичних спеціальностей коледжів, класичних, педагогічних і технічних університетів до викладачів математики, математиків-професіоналів, любителів і шанувальників математики. Усі вони знайдуть цікаві для себе роботи у визначених редакційною колегією напрямках наукових тематичних блоків журналу.

### РОЗДІЛИ І БЛОКИ
- У блоці «Обрії математики» ми публікуємо роботи про новітні досягнення в математиці, інноваційні технології, про застосування математики в різних областях природознавства, техніки, соціальних наук. Особливу увагу ми приділяємо застосуванню математики при розв’язанні проблем економіки та фінансової математики. Ми активно сприятимемо розвитку зусиль, направлених на формування економічної компетентності молодих математиків з тим, щоб вони мали змогу творчо застосовувати математичні методи при розв’язуванні складних проблем економіки.

- Одним з основних завдань журналу редакційна колегія вважає розвиток творчих здібностей читачів, залучення їх до активної творчої роботи. В тематичному блоці «Математичні досягнення» ми публікуємо нові результати наших читачів в області математики та математичного моделювання.

- У блоці «Проблеми і гіпотези, рішення» йдеться про нерозв’язані математичні проблеми, формулюються теми для самостійних досліджень.

- У тематичному блоці «Математичні олімпіади» ми подаємо підбірки задач, які пропонувалися на олімпіадах і математичних турнірах різних рівнів – від міжнародних олімпіад до відкритих конкурсних змагань окремих університетів і ліцеїв.

- У блоці «Математичний гурток» розміщуються статті, кожна з яких може бути матеріалом одного чи двох занять математичного гуртка.

- У блоці «Цікаві задачі» ми запрошуємо всіх читачів (незалежно від віку, посад, наукових ступенів і звань) долучитися до розв’язання нових задач. Розв’язання задач ми публікуємо разом з прізвищами читачів, які правильно розв’язали ту чи іншу задачу.

- Тематичний блок «Про математику і математиків» присвячений історичному аспекту розвитку математики, де відомі українські математики діляться своїми думками про математику, її роль в процесах пізнання, її минуле, сучасне і майбутнє. Ми розповідаємо тут про ювілейні дати видатних українських математиків, знайомимо з їх роботами, а також публікуємо цикл інтерв’ю з найвидатнішими українськими математиками.

- У блоці «Новини математичного життя» ми інформуємо наших читачів про основні події в математичному житті України і закордоння, подаємо інформацію про конгреси, конференції, наради з питань математичної освіти.

- У блоці «Креативна математика» ми публікуємо інноваційні результати роботи наших читачів. Запрошуємо наймолодших читачів нашого журналу до знайомства з матеріалами цього блоку. Саме в юному віці розкриваються і розвиваються математичні здібності. Редакційна колегія завжди прагне до того, щоб матеріали цього блоку були цікавими і доступними.

- Тематичний блок «Методологія викладання математики» буде корисним для вчителів математики, методистів, викладачів і студентів закладів вищої освіти, а також для всіх, хто цікавиться питаннями викладання математики. Дослідження в даному блоці містять роботи, що присвячені особливостям спеціальної та загальної методики викладання математики, розкривають сучасні тенденції та інновації у методиці викладання математики, узагальнюють передовий педагогічний досвід педагогів-практиків.

- У блоці «Математична освіта зарубіжжя» плануємо регулярно публікувати статті про стан шкільної і університетської освіти в різних країнах світу.

- Блок «Математичні ігри та розваги» адресовано широким верствам любителів математики цього жанру. В ньому вміщуються статті про різні ігри, стратегії, в яких допускається математичний аналіз, інформації про чемпіонати з розв’язання головоломок.
- У блоці «Наші рецензії» ми інформуємо наших читачів про нові видання з математики, друкуємо рецензії провідних фахівців на ці видання.

### РЕДАКЦІЙНА КОЛЕГІЯ
Головний редактор — Валентин СОБЧУК
Заступники головного редактора —  Юлія МІШУРА, Вадим РАДЧЕНКО
Відповідальний секретар  — Євгенія КОЧУБІНСЬКА

#### Члени редакційної колегії:
Орест АРТЕМОВИЧ
Олена БАХЧЕДЖИОГЛУ
Оксана БЕЗУЩАК
Інна ВИШЕНСЬКА
Ярослав ВИННИШИН
Яніна ГОНЧАРЕНКО
Наталія ГОРБАНЬ
Михайло ГОРОДНІЙ
Сергій ДАШКОВСЬКИЙ
Ярослав ЖУК
Юхим ЗЕЛЬМАНОВ
Анатолій КАЗМЕРЧУК
Іване КІГУРАДЗЕ
Ігор КОРОЛЬ
Конрад КУЛАКОВСЬКИЙ
Олександр КУРЧЕНКО
Микола ЛАВРЕНЮК
Оксана ЛИТВИН
Тетяна ЛУКАШОВА
Ольга МАРТИНЮК
Олександр МІСЯЦЬ
Олексій НЕСТЕРЕНКО
Дмитро НОМІРОВСЬКИЙ
Андрій ОЛІЙНИК
Михайло ОСИПЧУК
Ігор ПАРАСЮК
Олег ПЕРЕГУДА
Анатолій ПЕТРАВЧУК
Микола ПРАЦЬОВИТИЙ
Богдан РУБЛЬОВ
Даріуш САЛА
Олександр СТАНЖИЦЬКИЙ
Катерина ТЕРЛЕЦЬКА
Григорій ТОРБІН
Петро ФЕКЕТА
Андрій ЧАЙКОВСЬКИЙ
Ольга ЧАШЕЧНИКОВА
Михайло ЧЕМЕРИС
Ольга ШВАЙ
Ігор ШЕВЧУК
Олександр ШКОЛЬНИЙ
Ростислав ЯМНЕНКО